# Hemipristis
Hemipristis is een geslacht van haaien, dat fossiel bekend is vanaf het Eoceen en worden overal ter wereld gevonden. Tegenwoordig leeft er nog één soort van het geslacht, Hemipristis elongata. De uitgestorven soorten zijn H. curvatus en H. serra
Deze haai zwemt voornamelijk rond in warme kustwateren.

## Beschrijving
Deze 500 cm lange haai heeft in de bovenkaak driehoekige tanden met gezaagde snijvlakken. De tand op de symphyse is nagenoeg symmetrisch. De zijtanden zijn sterk achterwaarts gericht, naarmate de afstand vanaf het centrum groter wordt.
De kleine tanden in de onderkaak hebben V-vormige bases. De tand op de symphyse is weinig gezaagd. De laterale tanden worden steeds breder en sterker gezaagd.

## Soorten
- † Hemipristis curvatus
- Hemipristis elongata (Klunzinger, 1871)
- † Hemipristis serra Agassiz, 1843